# Cyonasua
O Cyonasua argentina foi um mamífero pré-histórico da família Procyonidae, parente dos atuais quatis, que habitou a América do Sul durante o período Mioceno e foi o provável ancestral do quati gigante Chapalmalania.